# Economia do Senegal
Em janeiro de 1994 o Senegal adotou um profundo programa de reforma econômica com o apoio da comunidade de doadores internacionais. Esta reforma começou com uma desvalorização em 50% da moeda senegalesa, o Franco CFA, que era mantido a uma taxa de câmbio fixa em relação ao franco francês. Os controles de preços do governo e os subsídios foram desmantelados. Após disto, o país teve uma grande mudança graças a este programa de reformas, com o PIB real crescendo a médias superiores a 5% ao ano entre 1995 e 2004. A inflação anual foi reduzida para um dígito. Como Membro da União Econômica e Monetária do Oeste da África (WAEMU), o Senegal tem trabalhado pela integração econômica regional com uma tarifa externa única e uma política monetária mais estável. No entanto, o país ainda depende de doadores internacionais. Sob o programa "o senegal foi utilizado no filme do kiriku".
A pesca é o setor líder das exportações senegalesas. Suas receitas atingiram US$239 milhões em 2000. As operações de industrialização pesqueira lutam contra os altos custos, e o atum senegalês tem perdido o mercado francês para os competidores asiáticos, mais eficientes. As exportações de fosfato, o segundo produto da economia, têm permanecido estáveis, em torno de US$ 95 milhões anuais.
Moeda: Franco CFA (Communaute Financiere Africaine), dividido em 100 cêntimos
Taxa de câmbio: Em 2006, 1 € = 655.82 XOF (Franco CFA), ou 1 XOF = 0.001525 €